# جمشیدآباد (تبریز)

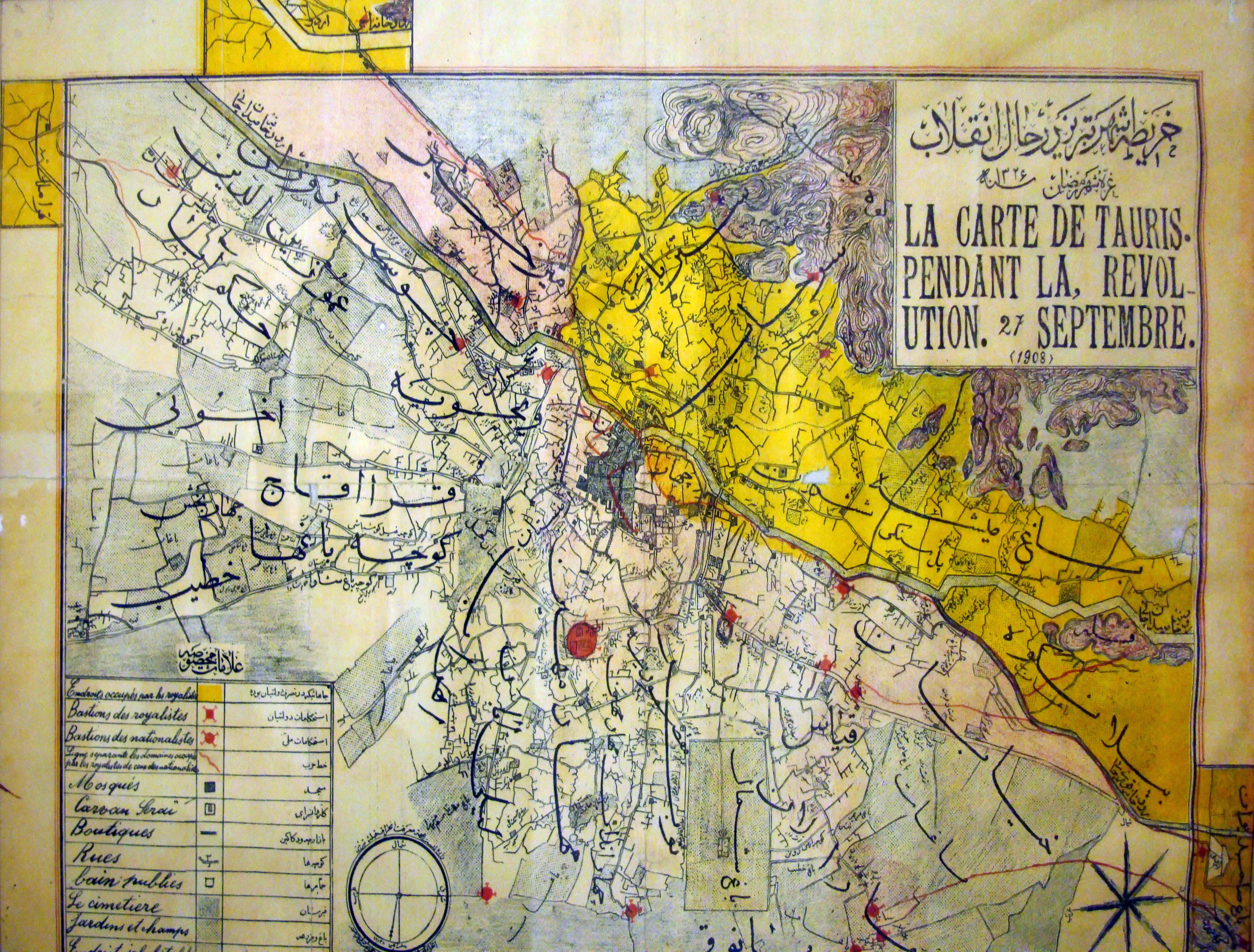
نقشه محلات تبریز - از جمله جمشیدآباد (در نقشه جامیش‌آباد، گوشه شمال غربی نقشه، بین حکم‌آباد و عموزین‌الدین)- در دوران مشروطه، سال ۱۹۰۸

جمشیدآباد (جامش‌اوان) یکی از محله‌های تبریز است. دلیل نامگذاری این محله چون در ایام قدیم اهالی محل به دامداری مشغول بودند و عمده دام آن‌ها گاومیش بود و محل گذر گاومیش‌های زیادی بود و در ترکی آذربایجانی به گاومیش گامیش یا جامیش گفته می‌شود به همین علت به جامشاوان معروف بود و بعدها به جمشید آباد تغییر نام کرد ولی اهالی از همان نام قدیمی استفاده میکنند.از خانواده های معروف این محله می توان به خانواده های قمیان، پورنقی، جاونکو، رهبرآذری، قهوه دار، حسین پور، فرشباف، باقری‌
،‌‌ و محمد‌حسینی‌پورزرع‌ یاد کرد 
باغداری و کشاورزی نیز از مشاغل اصلی این منطقه بوده که متأسفانه هم‌ اکنون بیشتر زمین‌های کشاورزی توسط شهرداری تخریب و به پارک و خیابان تبدیل شده‌اند.
علامه استاد محمد تقی جعفری و زینب پاشا از نامیان این محل بسیار قدیمی بوده‌اند.

## مشاهیر
- رضا امیر ناجی (بازیگر)[نیازمند منبع]
- علامه محمد تقی جعفری[نیازمند منبع]

## مساجد
- مسجد میراب (بویوک مسجد).
- مسجد سجاد (بالا مسجد).
- مسجد معجزلر.

## مراکز آموزشی
- دبستان محمدتقی جعفری (جمشید).
- دبستان فایق احمدی (بهار).
- مدرسهٔ راهنمایی امام حسین.
- مدرسهٔ راهنمایی رسالت.
- دبیرستان امام حسن.
- دبیرستان فاطمةالزهرا.